# بانجاران
بانجاران (اندونزیایی: Banjaran) شهری در استان جاوه غربی و شهرستان باندونگ کشور اندونزی است. جمعیت این شهر بر اساس سرشماری سال ۱۹۹۰ میلادی، ۲۵٫۹۳۲ نفر و بر اساس سرشماری سال ۲۰۰۰ میلادی، ۱۱۶٫۴۵۰ بوده که در سال ۲۰۰۷ میلادی به ۱۹۱٫۳۷۷ نفر افزایش یافته‌است.